# AG2R-Citroën/2021
Deze pagina geeft een overzicht van de UCI World Tour wielerploeg AG2R-Citroën in 2021.

## Algemeen
Algemeen manager: Vincent Lavenu
Teammanager: Laurent Biondi
Ploegleiders: Alexandre Abel, Stephen Barrett, Cyril Dessel, David Giraud, Stéphane Goubert, Nicolas Guille, Didier Jannel, Julien Jurdie, Artūras Kasputis, Gilles Mas, Jean Baptiste Quidet
Fietsmerk: BMC

## Renners
| Naam                   | Geboortedatum | Nationaliteit    | Ploeg 2020            |
| ---------------------- | ------------- | ---------------- | --------------------- |
| François Bidard        | 19-03-1992    | Frankrijk        |                       |
| Geoffrey Bouchard      | 01-04-1992    | Frankrijk        |                       |
| Lilian Calmejane       | 06-12-1992    | Frankrijk        | Total Direct Energie  |
| Clément Champoussin    | 29-05-1998    | Frankrijk        |                       |
| Mikaël Cherel          | 17-03-1986    | Frankrijk        |                       |
| Benoît Cosnefroy       | 17-10-1995    | Frankrijk        |                       |
| Stan Dewulf            | 20-12-1997    | België           | Lotto Soudal          |
| Julien Duval           | 27-05-1990    | Frankrijk        |                       |
| Mathias Frank *        | 09-12-1986    | Zwitserland      |                       |
| Tony Gallopin          | 24-05-1988    | Frankrijk        |                       |
| Ben Gastauer           | 14-11-1987    | Luxemburg        |                       |
| Dorian Godon           | 25-05-1996    | Frankrijk        |                       |
| Alexis Gougeard        | 05-03-1993    | Frankrijk        |                       |
| Jaakko Hänninen        | 16-04-1997    | Finland          |                       |
| Anthony Jullien        | 05-03-1998    | Frankrijk        |                       |
| Bob Jungels            | 22-09-1992    | Luxemburg        | Deceuninck–Quick-Step |
| Lawrence Naesen        | 28-08-1992    | België           |                       |
| Oliver Naesen          | 16-09-1990    | België           |                       |
| Ben O'Connor           | 25-11-1995    | Australië        | NTT Pro Cycling       |
| Aurélien Paret-Peintre | 27-02-1996    | Frankrijk        |                       |
| Nans Peters            | 12-03-1994    | Frankrijk        |                       |
| Nicolas Prodhomme      | 01-02-1997    | Frankrijk        | Cofidis               |
| Marc Sarreau           | 10-06-1993    | Frankrijk        | Groupama-FDJ          |
| Michael Schär          | 29-09-1986    | Zwitserland      | CCC Team              |
| Damien Touzé           | 07-07-1996    | Frankrijk        | Cofidis               |
| Greg Van Avermaet      | 17-05-1985    | België           | CCC Team              |
| Gijs Van Hoecke        | 12-11-1991    | België           | CCC Team              |
| Andrea Vendrame        | 20-07-1994    | Italië           |                       |
| Clément Venturini      | 16-10-1993    | Frankrijk        |                       |
| Lawrence Warbasse      | 28-06-1990    | Verenigde Staten |                       |

* gestopt per 20 juni 2021

### Stagiairs
Per 1 augustus 2021
| Naam                | Geboortedatum | Nationaliteit | Vorige ploeg     |
| ------------------- | ------------- | ------------- | ---------------- |
| Thomas Delphis      | 01-06-1999    | Frankrijk     | AG2R-Citroën U23 |
| Paul Lapeira        | 25-02-2000    | Frankrijk     | AG2R-Citroën U23 |
| Valentin Retailleau | 18-06-2000    | Frankrijk     |                  |

### Vertrokken
| Renner            | Geboortedatum | Nationaliteit       | Ploeg 2021           |
| ----------------- | ------------- | ------------------- | -------------------- |
| Romain Bardet     | 09-11-1990    | Frankrijk           | Team DSM             |
| Clément Chevrier  | 29-06-1992    | Frankrijk           | gestopt              |
| Silvan Dillier    | 03-08-1990    | Zwitserland         | Alpecin-Fenix        |
| Axel Domont       | 07-08-1990    | Frankrijk           | gestopt              |
| Alexandre Geniez  | 16-04-1998    | Frankrijk           | Total Direct Energie |
| Quentin Jauregui  | 22-04-1994    | Frankrijk           | B&B Hotels p/b KTM   |
| Pierre Latour     | 12-10-1993    | Frankrijk           | Total Direct Energie |
| Harry Tanfield    | 17-11-1994    | Verenigd Koninkrijk | Team Qhubeka-ASSOS   |
| Stijn Vandenbergh | 25-04-1984    | België              | gestopt              |
| Alexis Vuillermoz | 01-06-1998    | Frankrijk           | Total Direct Energie |

## Overwinningen
| GP La Marseillaise Aurélien Paret-Peintre Ronde van de Verenigde Arabische Emiraten Tussensprintklassement: Tony Gallopin Ronde van Italië 12e etappe: Andrea Vendrame Bergklassement: Geoffrey Bouchard Ronde van de Finistère Benoît Cosnefroy | Route d'Occitanie 1e etappe: Andrea Vendrame Puntenklassement: Andrea Vendrame Parijs-Camembert Dorian Godon Ronde van Frankrijk 9e etappe: Ben O'Connor Bretagne Classic Benoît Cosnefroy | Ronde van de Jura Benoît Cosnefroy Ronde van Spanje 20e etappe: Clément Champoussin Boucles de l'Aulne Stan Dewulf |

2000 · 2001 · 2002 · 2003 · 2004 · 2005 · 2006 · 2007 · 2008 · 2009 · 2010 · 2011 · 2012 · 2013 · 2014 · 2015 · 2016 · 2017 · 2018 · 2019 · 2020 · 2021 · 2022 · 2023 · 2024 · 2025
AG2R-Citroën · Astana-Premier Tech · Bahrain-Victorious · BORA-hansgrohe · Cofidis, Solutions Crédits · Deceuninck–Quick-Step · EF Education-Nippo · Groupama-FDJ · INEOS Grenadiers · Intermarché-Wanty-Gobert Matériaux · Israel Start-Up Nation · Lotto Soudal · Movistar Team · Team BikeExchange · Team DSM · Team Jumbo-Visma · Team Qhubeka NextHash · Trek-Segafredo · UAE Team Emirates